# Арушская декларация

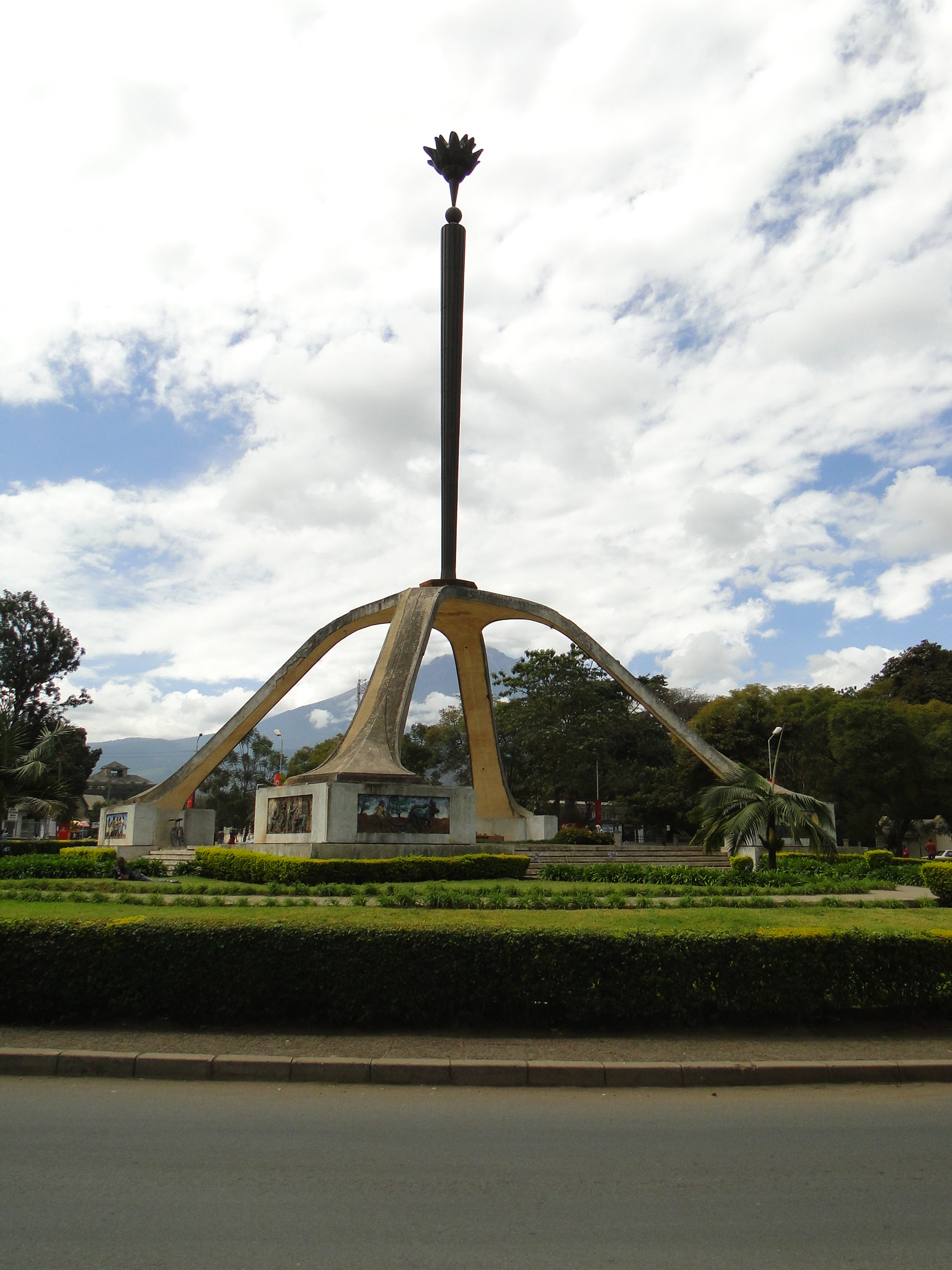
Памятник Арушской декларации

Арушская декларация (Декларация Аруша и политика ТАНУ в области социализма и самодостаточности; англ. Arusha Declaration, суахили Azimio la Arusha) — программный документ партии Африканский национальный союз Танганьики (ТАНУ) и его преемницы Чама Ча Мапиндузи, провозглашённый президентом Танзании Джулиусом Ньерере в 1967 году. Считается главной политической декларацией местной разновидности африканского социализма — «уджамаа». Принята 27 января 1967 пленумом Национального исполкома ТАНУ в городе Аруша и утверждена 4 марта 1967 на специальной конференции ТАНУ в Дар-эс-Саламе. Арушская декларация состоит из 5 частей: «кредо» ТАНУ; политика социализма; политика самодостаточности; членство в ТАНУ; Арушская резолюция.

## Краткое содержание
В декларации излагались принципы социализма, основанного на равенстве, политических свободах и экономической справедливости. Целью государственного вмешательства в экономику признавалось предотвращение эксплуатации человека человеком и накопления в частных руках богатств, несовместимых с построением бесклассового общества. В числе целей декларации Аруша заявлялись защита человеческого достоинства (в соответствии с Всеобщей декларацией прав человека); закрепление демократического социалистического характера правительства; искоренение бедности, невежества и болезней; борьба против колониализма, неоколониализма, империализма и всех форм дискриминации; поддержка коллективной собственности на средства производства; достижение мира во всём мире и т. д.
Арушская декларация провозглашала развитие страны по некапиталистическому и социалистическому пути посредством обобществления основных средств производства и передачи их самим рабочим и крестьянам. В частности, в Танзании была проведена национализация иностранных банков, промышленных и торговых предприятий, внешнеторговых организаций, сельскохозяйственных плантаций, принадлежащих иностранцам. В сельской местности осуществлялись аграрные преобразования путём кооперирования крестьянства с помощью создания «социалистических деревень» («виджидживья уджамаа») — товариществ по совместной обработке земли, где сохранялись традиционные «африканские» хозяйственные отношения.

## Структура

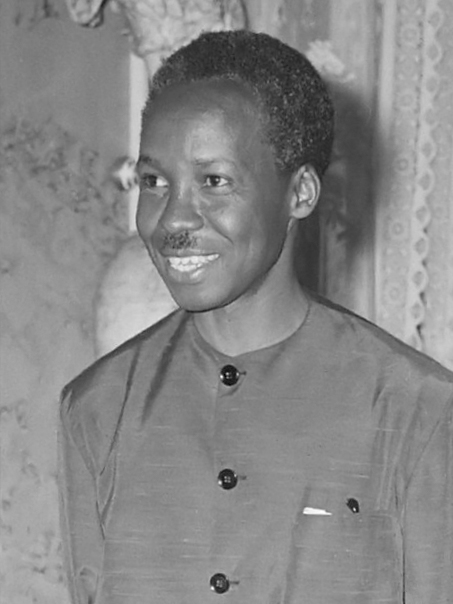
Автор Арушской декларации президент Джулиус Ньерере

Часть первая Арушской декларации, излагает принципы социализма и роль правительства. В частности, в ней говорится:
1. Что все человеческие существа равны;
2. Что каждый человек имеет право на достоинство и уважение;
3. Что каждый гражданин является неотъемлемой частью нации и имеет право принимать равное участие в правительстве на местном, региональном и национальном уровне;
4. Что каждый гражданин располагает свободами выражения мнений, передвижения, вероисповедания убеждений и ассоциаций в рамках закона;
5. Что каждый человек имеет право получать от общества защиту своей жизни и имущества согласно закону;
6. Что каждый гражданин имеет право на получение справедливой компенсации за свой труд;
7. Что все граждане совместно владеют всеми природными ресурсами страны ради своих потомков
8. Что в целях обеспечения экономической справедливости государство должно располагать эффективным контролем над основными средствами производства;
9. Что государство обязано активно вмешиваться в экономическую жизнь страны с тем, чтобы обеспечить благополучие всех граждан и в целях предотвращения эксплуатации одного человека другим или одной группы другой, а также предотвращения накопления в частных руках богатств, несовместимых с построением бесклассового общества.

Арушская декларация провозглашала следующие цели:
1. Укрепить и поддерживать независимость страны и свободу своего народа;
2. Защитить достоинство человека в соответствии с Всеобщей Декларацией прав человека;
3. Обеспечить, чтобы страна управлялась демократическим социалистическим правительством народа;
4. Сотрудничать со всеми политическими партиями в Африке, вовлечёнными в борьбу за освобождение всей Африки
5. Гарантировать, что государство мобилизует ресурсы страны для ликвидации нищеты, невежества и болезней;
6. Гарантировать, что государство активно способствует формированию и поддержанию кооперативных организаций;
7. Гарантировать, что государство непосредственно участвует в экономическом развитии страны
8. Гарантировать, что государство обеспечивает равные возможности для всех мужчин и женщин вне зависимости от расы, религии или состояния;
9. Гарантировать, что государство искореняет все виды эксплуатации, запугивания, дискриминации, взяточничества и коррупции;
10. Гарантировать, что государство осуществляет эффективный контроль над основными средствами производства и проводит политику, которая проложит путь к коллективной собственности на ресурсы страны;
11. Гарантировать, что государство сотрудничает с другими государствами в Африке в приближении африканского единства;
12. Гарантировать, что правительство работает не покладая рук на благо мира и безопасности в рамках Организации Объединенных Наций.

Часть вторая Арушской декларации останавливается на ключевых аспектах социализма, включая достойную оплату труда. Она заявляет, что руководство и контроль над основными ресурсами, услугами и правительством должны принадлежать рабочему классу. В «истинно социалистическом государстве ни один человек не эксплуатирует другого, но все, кто могут работать… получает свой доход за его [или её] труд». «Основные средства производства», которые ТАНУ определила как те ресурсы и блага, от которых зависит большая часть населения и отраслей народного хозяйства, должны находиться в руках рабочего класса. Из этого следует, что важной составляющей социализма является демократически избранное правительство народа. Политика социализма, по утверждению декларации, «может быть реализована только людьми, твёрдо верящими в свои принципы и готовыми применять их на практике», а также «следовать принципам социализма в своей повседневной жизни».
Часть третья Арушской декларации провозглашает важность национальной самостоятельности и обсуждает путь развития страны. Настаивая, что «бедняк не использует деньги в качестве оружия», Арушская декларация отвергает попытки «преодолеть нашу экономическую слабость при помощи оружия экономически сильных». Она утверждает, что никаких денег, будь они получены через налогообложение, иностранную помощь или частные инвестиции, никогда не будет достаточно для достижения целей развития и потребностей народа в независимости. В противовес этому, декларация гласит, что «развитие страны обеспечивают люди, а не деньги. Деньги и богатства являются результатом, а не основой развития». Таким образом, политика опоры на собственные силы предусматривает эффективное использование людских и материальных ресурсов страны для построения социализма и отводит иностранной помощи роль вспомогательного фактора в развитии страны.
Часть четвертая Арушской декларации подчеркивает важность приверженности партийного руководства принципам и целям ТАНУ, которая «прежде всего является партией рабочих и крестьян». Членам правящей партии запрещалось владеть ценными бумагами и акциями компаний, получать более одной зарплаты или иметь в собственности более одного дома; им предписывалась крайняя экономия касательно личного потребления и признание движущей силой общества морально-этического совершенствования людей.